# سد دی فور پاپتز
سد دی فور پاپتز (به انگلیسی: Sad Day for Puppets) گروهٔ موسیقی راک سوئدی است که سال ۲۰۰۶ در شهر اقماری بلاکه‌بری به‌وجود آمد.

## ترانه‌شناسی
- ۲۰۰۸: رنگ‌های ناشناخته (سی‌دی)
- ۲۰۱۰: نقره‌ای پریده و طلایی درخشان (سی‌دی/ال‌پی)
- ۲۰۱۳: بیاد نزدیک‌تر (سی‌دی) ژاپن